# Bolesław Świda
Bolesław Świda (ur. 1822 w Zarzeczu, guberni mińskiej, zm. 1897 w Kołomnie) – uczestnik powstania styczniowego i polski działacz narodowy w guberni mińskiej, nauczyciel gimnazjalny, ziemianin, zesłaniec.

## Życiorys
Świda był synem ziemianina i powstańca listopadowego – Piotra Świdy. Urodził się w rodzinie kalwińskiej, w powiecie borysowskim.
Ukończył gimnazjum w Słucku i uniwersytet w Petersburgu. Był nauczycielem matematyki w gimnazjum w Słucku. Wychowywał młodzież w duchu patriotyzmu. W gimnazjum dyrektorem był Rosjanin, a nauczycielami byli Polacy. Działał w polskich organizacjach konspiracyjnych w Mińsku i w guberni mińskiej.
W 1854 osiadł w majątku Łachwa, w powiecie mozyrskim. Działał w mińskiej organizacji powstańczej. W 1863 był pomocnikiem Hektora Łapickiego, powstańczego wojewody Mińska. Podlegały mu powiaty piński, rzeczycki i mozyrski.
Wskutek donosu trafił do więzienia. Oskarżono go o działalność spiskową i udowodniono przestępstwa polityczne. Wyrokiem sądu wojennego w 1864 r. skazano go na śmierć. Dzięki staraniom Włodzimierza Spasowicza (kolegi i przyjaciela Świdy) wyrok zamieniono na dwanaście lat ciężkich robót i zesłanie na Syberię, konfiskatę majątku i pozbawienie praw. Karę odbywał w Usolu, Irkucku, Tobolsku i Tiumeniu.

## Życie prywatne
Na Sybir podążyła za nim żona Wirginia z córką. W 1877 otrzymał zezwolenie na zamieszkanie w europejskiej części Rosji. Osiedlił się w guberni penzeńskiej.